# ظاكير بغيروف
ظاكير جفاد أغلو بغيروف (بالأذرية: Zakir Bağırov ) - ملحن أذربيجاني، تكريم عامل فني لأذربيجان.

## حياته
ولد ظاكير بغيروف في 16 مارس عام 1916 في مدينة شوشا. 
في 1931 إلتحق كلية العامل التابع أكاديمية باكو للموسيقى. تخرج من الكلية مع مرتبة الشرف.
أدى ظاكير بغيروف خدمته العسكرية في 1941. بعد الانتهاء من خدمته العسكرية واصل تعليمه في معهد موسكو للموسيقى و تخرج منها في 1949.
ويعمل أستاذا جامعيا في أكاديمية باكو للموسيقى منذ 1949. كان ظاكير بغيروف رئيس قسم نظرية الموسيقى. 
ظاكير بغيروف هو تلميذه ملحن وقائد فرقة موسيقية آذربيجاني عزير حاجبايوف.
توفى ظاكير بغيروف في 8 يناير عام 1996 عن عمر يناهز 79.

## نشاته
ظاكير بغيروف هو مؤالف أوبرا "أيجون"(1972)، أوبريت "أغنية قريتنا"(1958) و حماة (1964)، متتابعة لأوركسترا الآلات الشعبية (1956,1969).
كما كتب قطعة منفردة لقيثارة على أساس ليلى و مجنون (أوبرا) أوبرا عزير حاجبايوف، و كذلك  مقام جهاركاه.